# Динарски планини
Динарските планини или просто Динарите, е най-обширната планинска система на Балканския полуостров, с дължина около 650 km от Юлийските Алпи на северозапад до река Дрин на югоизток и ширина от 60 km на северозапад до 230 km на югоизток и се простира на територията на Словения, Хърватия, Босна и Херцеговина, Сърбия, Черна Гора, Косово и Албания. На североизток планините постепенно потъват в южните части на Среднодунавската низина, на югоизток достигат до долината на река Ибър, а на югозапад със стръмни склонове се спускат към бреговете на Адриатическо море. Най-високият връх в Динарските планини е Езерце (2694 m), издигащ се на територията на Албания.

## Географска характеристика

### Деление
Динарската планинска система условно се поделя на две части – Приморски (Крайбрежни) Динариди и Вътрешни (Източни) Динариди.

#### Приморски (Крайбрежни) Динариди
Крайбрежната, най-висока част на Динарските планини, обърната към бреговете на Адриатическо море е изградена предимно от мезозойски варовици, в които широко са представени карстовите форми на релефа (карови полета, ували, понори, пещери, подземни реки и др.). Тази част се състои от редица платовидни масиви, разделени от планински хребети и дълбоки долини на реките Неретва, Върбас, Тара и др. В районите разположени над 2000 m н.в. има следи от древни заледявания. От северозапад на югоизток са разположени планините: Снежник (1796 m), Горски Котар (1528 m), Велика Капела (Белоласица 1533 m), Велебит (Вагански връх 1757 m), Лика, Мала Капела, Плешевица (Озеблин 1657 m), Буковица (674 m), Гърмеч (Църни връх 1604 m), Осеченица, Луневача (Клековача 1961 m), Маняча (1239 m), Димитор (1483 m), Шатор (Динара 1872 m), Виторог (1907 m), Динара (Триглав 1913 m), Свилач (1509 m), Мосеч, Мосор (1340 m), Биоково (1762 m), Цинцер (2006 m), Радуша (1956 m), Чевръстница (2228 m), Прен (2155 m), Чабуля (1780 m), Църван (1921 m), Белашница (1867 m), Маглич (2396 m), Видуша (1419 m), Орен (1805 m), Голия (1942 m), Негош (1721 m), Ловчен (1749 m), Румия (1593 m), Дурмитор (Боботов кук 2522 m), Трескавац, Синяевина (2253 m), Прекорница (1926 m), Беласица (Църна глава 2137 m), Жиево (Кучки ком 2484 m), Проклетия (Езерце 2694 m).

#### Вътрешни (Източни) Динариди
В тази част на Динарските планини са разпространени палеозойски шисти и пясъчници, вулканични и метаморфни скали. Тук от северозапад на югоизток се редуват следните планински масиви: Чемерница (1338 m), Узломац (1018 m), Боря (1077 m), Влашич (1943 m), Враница (2112 m), Битовня, Белашница (2067 m), Височица (1974 m), Трескавица (2088 m), Маевица (915 m), Орен (917 m), Конюх (1328 m), Яворник, Явор (Жеп 1537 m), Романия (1649 m), Яхорина, Тара (1673 m), Златибор (1496 m), Побиеник (1423 m), Златар (1627 m), Ядовник (1734 m), Явор (1520 m), Повлен (1346 m), Мален (1103 m), Чемерна (1579 m), Голия (1783 m), Рогозна (1504 m), Мокра гора (2155 m). Всички те са резделени еднаот друга от относително широките долини на реките Босна, Дрина, Западна Морава и техните многочислени притоци.

### Геология
Мезозойският варовик образува доста отличителен регион на Балканите, забележителен с карста си. Кватернерските ледниково периоди имат малко пряко въздействие върху Балканите. Не съществуват постоянни ледени шапки и има малко доказателства за широко заледяване. Само най-високите върхове на Дурмитор, Орен и Прен имат ледникови долини и морени. Все пак, в Проклетия, хребет в северната част на Албания, има доказателства за обширно заледяване. Една геоложка особеност от голямо значение за днешния пейзаж на Динарите трябва да бъде взета под внимание: тази на варовиковите планини, които често биват съпътствани от разломи. Те са твърди и ерозират бавно и често образуват стръмни назъбени склонове, в чиито пукнатини се образуват каньони и ждрела от реки, оттичащи се от по-високите склонове. Частично потопената западна част на Динарите образува многобройни острови и заливи по хърватското крайбрежие.

### Климат
Климатът в крайбрежните райони на Динарските планини е субтропичен, средиземноморски, а в източните райони – преходен от умереноконтиненталев към средиземноморски. Лятото е топло (средна юлска температура 15–20°С). В планините зимата е студена (температури до -18°С) с обилни снеговалежи, в долините и котловините – умерено студена (средна януарска температура от -2 до -4°С), а в крайбрежните райони зимата е мека (средна януарска температура от 2 до 8°С). На запад валежите падат предимно през есента и зимата. По склоновете обърнати към морето годишната сума на валежите е от 1000 до 3000 mm (в Которския залив около 4000 mm). На изток максимумът на валежите е през лятото (900 – 1000 mm по хребетите и 500 – 750 mm в котловините).

### Реки в динарския карст
Най-видният пример за варовикови планини в Европа са тези на карста в Динарите. Тук всички характерни черти се срещат често. Варовикът е пориста скала, но много твърда и устойчива на ерозия. Водата е най-важната корозивна сила, разтваряйки варовика чрез химичното си действие на естествената си киселинност. Докато се премества надолу през пукнатини във варовика, тя отваря канали, често с голяма дълбочина, така че се развиват цели системи на подземно оттичане. Така под земята се образуват лабиринти от канали с големи пещери и карстови фунии. С времето покривите на тези пещери могат да пропаднат.
Динарските реки са издълбали много каньони, характерни за региона и карста. Сред най-известните са Неретва, Прача, Дрина, Сутйеска, Върбас, Пива, Морача, Тара, Лим и Дрин.
Преминаването през динарския карст е възможно само чрез ждрелата, а пътищата и железниците минават през тунели в стръмни скали и преминават покрай тесни ръбове над бущуващи потоци. Чистотата на скалите е такава обаче, че реките са кристално чисти, а утайките са малки. Често скалните фасади са голи и без растителност.

### Растителност
Долните части на приморските склонове са заети от храстови формации и гори с твърди и вечнозелени листа, а горните части на склоновете и по върховете преобладава безлестната карстова пустош. На изток планините са покрити с дъбови, букови и иглолистни гори.

## Човешка дейност
Крепостни руини осейват планинския терен, което е доказателство за векове на война и убежище, което предоставят Динарите на различни армии. През римския период, Динарите предоставят подслон на илирийците, съпротивляващи се срещу римските завоевания на Балканите, които започват с покоряването на източния адриатически бряг през 3 век пр.н.е. Рим покорява цяла Илирия към 168 г. пр.н.е., но планините подслоняват илирийски съпротивителни сили в продължение на много години до пълното подчиняване на района към 14 г. След това Османската империя не успява напълно да подчини планинските райони на Черна гора. През 20 век планините предоставят благоприятен терен за партизанска война, когато югославски партизани организират съпротивително движение по време на Втората световна война. Районът е слабо заселен, а горското стопанство и рудодобивът остават главните икономически дейности. Хората в Динарите са едни от най-високите в света.